# د. د. لويس (لاعب كرة قدم أمريكية)
د. د. لويس (بالإنجليزية: D. D. Lewis)‏ هو لاعب كرة قدم أمريكية أمريكي، ولد في 8 يناير 1979 في بريمرهافن في ألمانيا.

## وصلات خارجية
- دي. دي. لويس على موقع مرجع كرة القدم المحترفة.كوم (الإنجليزية)